# Gaspar Mercader i Carròs
Gaspar Mercader i Carròs (València, 1568 - † València, 8 d'agost de 1631), I Comte de Bunyol, va ser un noble i escriptor valencià

## Biografia
Fill de Gaspar Mercader i Montcada, senyor de Bunyol, i de Laudòmia Carròs, als quinze anys va contraure matrimoni amb Hipòlita Centelles. El 26 juny de 1587 va ser nomenat familiar del tribunal del Sant Ofici i molt jove es va donar a conèixer en tornejos i jocs de canyes a la seua ciutat. Francesc Agustí Tàrrega, en la seua comèdia anomenada El Prado de Valencia (1608) ja descriu la seua participació en una festa de 1587: "Don Gaspar Mercader a maravilla /…/ entró primero su cuadrilla…" acompanyat dels seus fills "Gaspar y Baltasar ... ".
Amb el pseudònim de Relámpago (Llampec), va ser president suplent, en absència de Bernat Català de Valleriola, de la famosa Acadèmia dels Nocturns de València (1591-1594). Durant aquest parèntesi (13, 20, i 27 d'octubre i 3 de novembre) les reunions es van celebrar al seu palau. Des de llavors va participar en diversos certàmens i acadèmies, i va ser autor de poesies, de relats de festes i d'una novel·la pastoral, El Prado de Valencia (1600), que tracta en clau les noces del duc de Gandia i on s'inclouen gran quantitat de poemes seus i dels seus col·legues (Guillem de Castro, Andreu Rei d'Artieda, Carles Boïl, Gaspar Aguilar…) triades de funcions literàries anteriors.
Va ser nomenat procurador pel braç militar a les Corts de 1604 i en la sessió del 14 de gener els seus companys el van designar per formar part de la comissió de "dotze tractats". També va participar en les reunions dels tres estaments realitzades l'any 1607. Posseïa un poder econòmic molt notable, però aquest es va veure ressentit amb el colp de l'expulsió dels moriscos l'any 1609, ja que la majoria dels pobladors del seu feu, situat a la Foia de Bunyol, pertanyien a aquesta ètnia. Malalt de gota, va haver de recollir-se i abandonar les reunions festives i literàries en les quals havia destacat. Al certamen de 1622 havia d'exercir com a jutge a la Concepció de Maria, però no va poder assistir-hi a causa de la seua esmentada malaltia. A la seua mort, l'any 1631, el cadàver va ser traslladat a Bunyol per ser enterrat a la capella de Sant Salvador de l'església del Castell.

## Obres
- [3][4]El Prado de Valencia, València, Pedro Patricio Mey, 1600 (conté poemes de certàmens literaris: "Tomar vengança de muger, arguye", "Algunas damas famosas" i "És el bivir de hombre una espiriencia", pàgs. 56-58, 79-81 i 96-127, respect.) (ed. d'Henri Merimée, Tolosa de Llenguadoc, Privat, 1907)
- "Muchas fiestas y alegrías", "La inocencia de Abel jamás pecando", "Vincente santo tus milagros muestra", "Por ser hoy el mejor día “, “Sant Blas cura del mal de garganta", "Daros quiero el parabién" a Francisco Tárrega, Relación de las fiestas que el Arçobispo y Cabildo de Valencia hizieron en la traslación de la Reliquia del glorioso S. Vincente Ferrer, València, 1600, pàgs. 23-31, 61, 89-92, 131-138, 189-190 i 279-281, respect.
- "Vincente santo tus milagros muestra" a Bernat Català de Valleriola, Justas Poéticas, València, 1602, pàgs. 224-225
- "Frontero de las paredes", "En las riberas del Turia" i "La palma ingrata que su dueño engaña" a Vicente Gómez, Relación de las famosas fiestas que hizo la ciudad de Valencia a la canonización del bienaventurado S. Raymundo de Peñafort, València, Juan Crisóstomo Gárriz, 1602, pàgs. 210-214 i 253-254 (2), respect.
- "Ya que el orgullo y la sobervia humillas", a Gaspar Aguilar, Fiestas... por la beatificación del santo fray Luys Bertrán. Junto con la Comedia que se representó de su vida y muerte, y el Certámen Poético que se tuvo en el Convento de Predicadores, Valencia, Pedro Patricio Mey, 1608, pàg. 4r; "Soneto", a Gaspar Aguilar, Expulsión de los moriscos de España, València, 1610, pàg. prelim.
- "Estupendo pastor, el gran vicario" a J. Martínez de la Vega, Solenes y grandiosas fiestas que la noble i leal siudad de Valencia a echo por la beatificación de su santo pastor i padre D. Tomás de Villanueva, València, Felipe Mey, 1620, pàgs. 481-483; escrits en l'Acadèmia dels Nocturns, sessions 23, 24-32, 37-39, 41, 43-45, 49, 51, 61-68, 70-74, 76-78, 80, 82 i 83 (Biblioteca Nacional de España, mss. 32-34).